# Starhawk
Starhawk (от англ. Звёздый сокол) — это аркадная игра 1979 года, спроектированная и спрограммированная Тимом Скелли и изготовленная компанией Cinematronics. Starhawk — это игра, в стиле shoot 'em up, неофициально основанная Star Wars: Episode IV, а именно эпизоде, в которой Люк Скайуокер летит через «траншеи» Звезды Смерти. Это первая аркадная игра, откровенно использующая концепции Star Wars. Игра была уникальной для своего времени, благодаря псевдотрёхмерной графике. Игра была выпущена для домашней системы Vectrex в 1982 году. В аркадном автомате размещался шлакоблок, чтобы он не опрокинулся на игрока.

## История
Согласно руководству Vectrex, история включает в себя «защиту ваших товарищей от инопланетных судов, пытающихся проникнуть в вашу культуру» и «защита суверенитета вашей планеты».

## Игровой процесс
На горизонте «траншеи» появляются различные корабли, сильно напоминающие истребители TIE, и игроку приходится стрелять в них, прежде чем они уничтожат его корабль. Игрок получает первоначально 60 секунд, а счетчик постоянно уменьшается, но увеличивается, когда игрок уничтожает врагов. Двадцать секунд дается за каждые 10000 очков. Вполне возможно, что хороший игрок может играть бесконечно. Игрок продолжает лететь вниз по «траншее» к определённой цели, аналогичной мишени в Звёздных войнах у Звезды Смерти. По мере продвижения игрока игра становилась все сложнее. Подобно летающей тарелке в Space Invaders, командный корабль периодически появляется и пытается стрелять в игрока. Если командный корабль не был быстро уничтожен, игрок терял 800 очков.
Кроме кнопки стрельбы, есть три кнопки, которые контролируют скорость перекрестия.

### Подсчёт очков
- Командные корабли — 800
- Звездный корабль — 500
- Ракета — 300
- Реактивный снаряд — 100
- Бомбардировщик — 100